# Reality Check (Album)
Reality Check ist ein Jazzalbum von Theo Hill. Die am 5. Juni 2019 entstandenen Aufnahmen erschienen 2020 auf Posi-Tone Records.

## Hintergrund
Auf seinem dritten Posi-Tone-Album ging Theo Hill mit einem Vibraphonisten, nämlich Joel Ross, über das klassische Piano-Trio-Format hinaus, notierte Jeff Tamerkin. Ein weiterer Unterschied bestand in Hills Entscheidung, Fender Rhodes und Synthesizer zu verwenden. In Anlehnung an das erweiterte Format schrieb Hills – bis auf drei – alle Kompositionen für Reality Check. Zu den weiteren Stücken gehören Stevie Wonders „Superwoman“ (von dessen LP Stevie Wonder's Original Musiquarium 1, 1982) und „Pressing the Issue“, geschrieben von Mulgrew Miller. Der Pianist Theo Hill wird neben dem Vibraphonisten Joel Ross von dem Bassisten Rahsaan Carter und dem Schlagzeuger Mark Whitfield Jr. begleitet.

## Titelliste
- Theo Hill: Reality Check (Posi-Tone PR8203)[2]

1. Blue Poles (David Berkman) 5:50
2. Swell 4:05
3. Guardians of Light 5:33
4. Afrofuturism 7:31
5. Scene Changes 3:34
6. Mantra 6:36
7. Superwoman (Stevie Wonder) 4:08
8. Aquanaut 6:00
9. Pressing the Issue (Mulgrew Miller) 6:26
10. Song of the Wind 5:06

- Sofern nicht anders angegeben, stammen alle Kompositionen von Theo Hill.

## Rezeption
Phil Freeman zählte das Album in Stereogum zu den besten Neuveröffentlichungen des Monats und schrieb, die Musik des Albums, die weitgehend von Hill geschrieben wurde, sei expansiv und nachdenklich; sie kombiniere zuweilen kraftvollen Swing mit komplexen, fast prog-rockigen Rhythmen. In „Afrofuturism“, dem längsten Stück auf dem Album, sie die Kombination von Vibraphon und Sci-Fi-Synthesizern, bei der Whitfield über das Schlagzeug tanze, seltsam meditativ. Aber Carters hüpfender Bass halte die Dinge auf Trab und bis zur Vier-Minuten-Marke werden die Dinge viel energischer.
Jeff Tamarkin schrieb in JazzTimes, nachdem Theo Hill zuvor zwei Trio-Alben und mit Reality Check sein zweites Quartettsalbum veröffentlicht habe, könne man gespannt sein, wohin er sich weiter entwickele. Zu den Höhepunkten des Albums zählte der Autor „Afrofuturism“, das sich zu orchestraler Breite entwickle, „Pressing the Issue“ und „Superwoman“, dessen Arrangement dem Stück ein besinnliches, fröhliches Gefühl verleihe.
Dave Cantor meinte im Down Beat, Reality Check sei „eine Art Aufbruch“. Bei der Quartettaufnahme treffe man häufiger einen elektrischen Kontext für seine Arbeit. Während Tonspuren wie „Retrograde“ (aus dem Album Interstellar Adventures von 2018) noch auf dem Gebiet der Pianisten-Band stattfänden, das sich an Groove-orientierten Spielern der 70er Jahre orientiere, zeigten Titel wie „Swell“, „Superwoman“ und „Song of Tte Wind“ allesamt aus dieser jüngsten Anstrengung, zeigen, wie Hill seine Vorliebe für klassisches Straightahead-Material mit einigen funkigeren Angeboten kombiniere. Insgesamt sei das Album in einem kontemplativen Modus gehalten, resümiert der Autor, der sich über das Album hinweg bewege, von geladenen Momenten der Musikalität zu Ruhe und leichter Eleganz.
S. Victor Aaron (Something Else!) lobte, Theo Hill treibe sein Handwerk kraftvoll voran, ein positives Zeichen kreativer Unruhe. Ein gewisser Verdienst gehe auch an das Label Posi-Tone, mit ihm zu arbeiten, während er noch mit seinem Sound experimentiert.